# 舍夫罗
舍夫罗（法語：Chevreaux，法語發音：[ʃəvʁo]）是法国汝拉省的一个市镇，属于隆斯勒索涅区。

## 地理
舍夫罗（46°30'33"N, 5°24'16"E）面积6.12 平方千米，位于法国勃艮第-弗朗什-孔泰大區汝拉省，该省份为法国东部内陆省份，北起上索恩省，西北接科多尔省，西临索恩-卢瓦尔省，南至安省，东与杜省和瑞士接壤。
与舍夫罗接壤的市镇（或旧市镇、城区）包括：日济亚、格赖和沙尔奈、迪尼亚、卢瓦西亚、罗赛、韦里亚、尚帕尼亚、屈索。

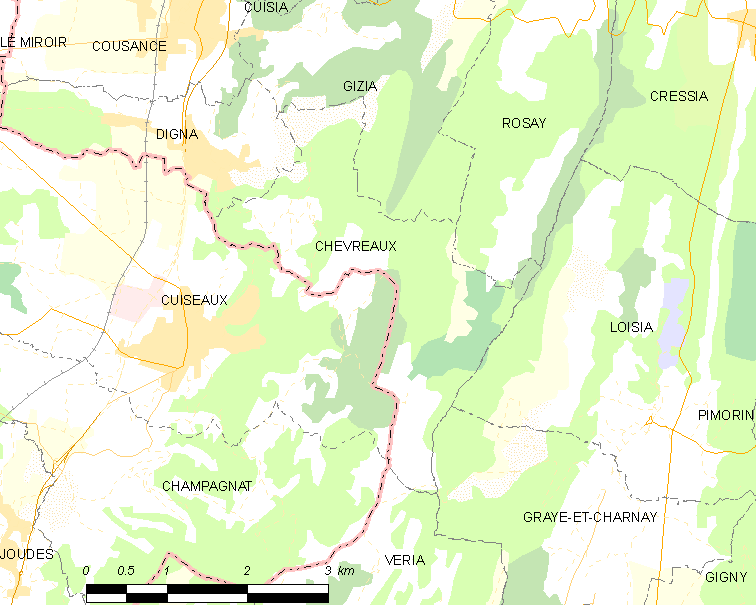
舍夫罗的OSM定位图

舍夫罗的时区为UTC+01:00、UTC+02:00（夏令时）。

## 行政
舍夫罗的邮政编码为39190，INSEE市镇编码为39142。

## 政治
舍夫罗所属的省级选区为圣阿穆尔县。

## 人口

1962-2008年间舍夫罗人口变化图示

舍夫罗于2022年1月1日时的人口数量为126人。